# 横堀駅
横堀駅（よこぼりえき）は、秋田県湯沢市小野字西堺にある、東日本旅客鉄道（JR東日本）奥羽本線の駅である。

## 歴史
- 1905年（明治38年）7月5日：帝国鉄道庁（後の国鉄）の駅として雄勝郡小野村に開業[2]。
- 1959年（昭和34年）8月：駅舎が完成[新聞 1]。
- 1980年（昭和55年）9月20日：貨物取り扱いを廃止[新聞 2]
- 1985年（昭和60年）3月14日：荷物扱いを廃止[4]。
- 1986年（昭和61年）11月1日：駅員無配置駅となり[5]、簡易委託化[新聞 3]。
- 1987年（昭和62年）4月1日：国鉄分割民営化により、JR東日本の駅となる[6]。
- 1998年（平成10年）1月30日：キヨスク営業終了[新聞 4]。
- 2021年（令和3年）4月1日：湯沢駅の業務委託化に伴い、横手駅に管理駅が変更となる。
- 2023年（令和5年）4月1日：湯沢市による乗車券委託販売（簡易委託）の受託を解除し、終日無人化[3]。
- 2024年（令和6年）10月1日：えきねっとQチケのサービスを開始[1][報道 1]。

## 駅構造
単式・島式混合の2面3線のプラットホームを有する地上駅で、3番線は上下双方の入線・発車に対応しており、新庄方面へ向かう列車の折り返しに使用される。以前は相対式ホーム2面2線のホームを有しており、現在の3番線は使用休止中であったが、当駅が秋田方面から新庄方面への列車の乗換駅となったことに際し2025年に復活した。互いのホームは跨線橋で連絡している。
横手駅管理の無人駅である。

### のりば
| 番線 | 路線      | 方向 | 行先     | 備考       |
| ---- | --------- | ---- | -------- | ---------- |
| 1    | ■奥羽本線 | 上り | 新庄方面 |            |
| 2    | ■奥羽本線 | 下り | 秋田方面 |            |
| 3    | ■奥羽本線 | 上り | 新庄方面 | 当駅折返し |

2025年4月に新庄駅 - 院内駅間が非電化となったことに伴い、新庄方面からの気動車が3番線で折返し、下りについては院内駅始発で2番線に入る秋田方面行きの電車へ同一ホームにて接続する形式となった。なお、秋田方面からの上り列車の乗り継ぎについては当駅だとホームの移動を伴うため、同一ホームで乗り継げる院内駅での乗り換えが推奨されている。なお、早朝・深夜の1往復に限り、気動車列車が新庄駅 - 秋田駅間を直通するため、該当列車は上りも従来通り1番線に入る。

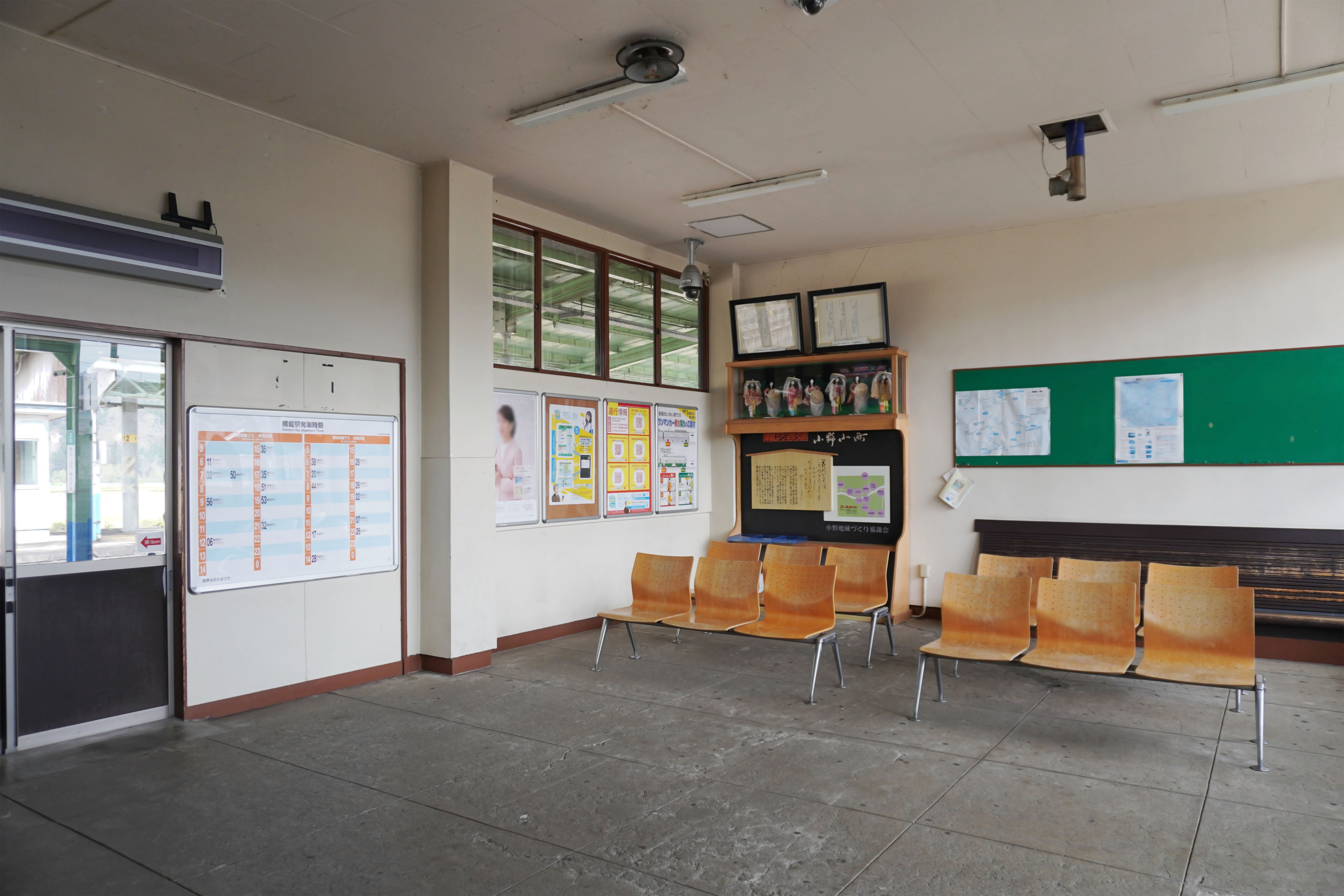
待合室（2024年4月）
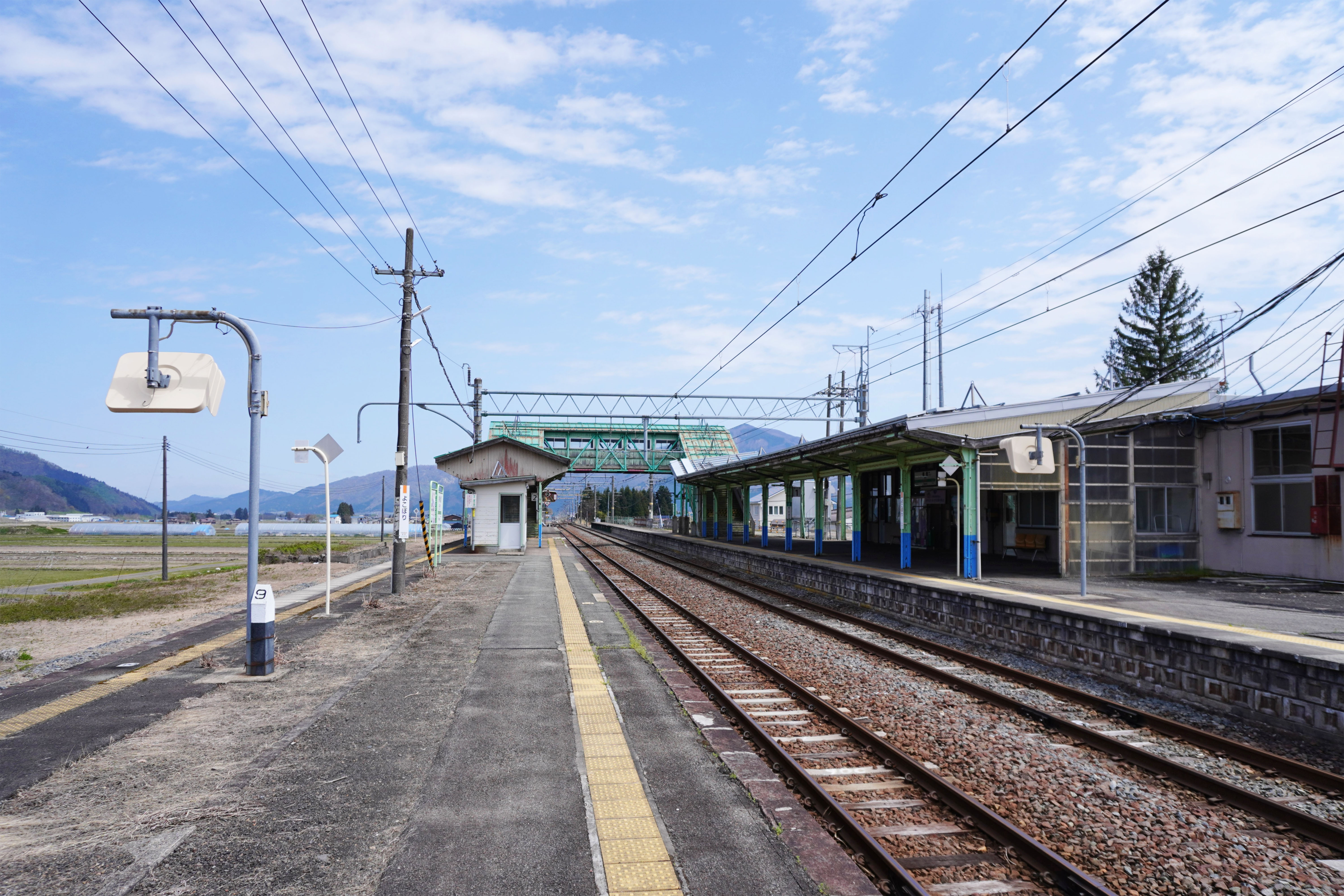
ホーム（2024年4月）

## 利用状況
JR東日本によると、2000年度（平成12年度）- 2021年度（令和3年度）の1日平均乗車人員の推移は以下のとおりであった。
| 1日平均乗車人員推移 | 1日平均乗車人員推移 | 1日平均乗車人員推移 | 1日平均乗車人員推移 | 1日平均乗車人員推移 |
| 年度                | 定期外              | 定期                | 合計                | 出典                |
| ------------------- | ------------------- | ------------------- | ------------------- | ------------------- |
| 2000年（平成12年）  |                     |                     | 347                 | [ 利用客数 1 ]      |
| 2001年（平成13年）  |                     |                     | 317                 | [ 利用客数 2 ]      |
| 2002年（平成14年）  |                     |                     | 299                 | [ 利用客数 3 ]      |
| 2003年（平成15年）  |                     |                     | 255                 | [ 利用客数 4 ]      |
| 2004年（平成16年）  |                     |                     | 241                 | [ 利用客数 5 ]      |
| 2005年（平成17年）  |                     |                     | 282                 | [ 利用客数 6 ]      |
| 2006年（平成18年）  |                     |                     | 308                 | [ 利用客数 7 ]      |
| 2007年（平成19年）  |                     |                     | 313                 | [ 利用客数 8 ]      |
| 2008年（平成20年）  |                     |                     | 298                 | [ 利用客数 9 ]      |
| 2009年（平成21年）  |                     |                     | 270                 | [ 利用客数 10 ]     |
| 2010年（平成22年）  |                     |                     | 248                 | [ 利用客数 11 ]     |
| 2011年（平成23年）  |                     |                     | 233                 | [ 利用客数 12 ]     |
| 2012年（平成24年）  | 46                  | 189                 | 235                 | [ 利用客数 13 ]     |
| 2013年（平成25年）  | 45                  | 194                 | 240                 | [ 利用客数 14 ]     |
| 2014年（平成26年）  | 44                  | 168                 | 212                 | [ 利用客数 15 ]     |
| 2015年（平成27年）  | 39                  | 149                 | 189                 | [ 利用客数 16 ]     |
| 2016年（平成28年）  | 37                  | 115                 | 153                 | [ 利用客数 17 ]     |
| 2017年（平成29年）  | 33                  | 102                 | 135                 | [ 利用客数 18 ]     |
| 2018年（平成30年）  | 31                  | 89                  | 120                 | [ 利用客数 19 ]     |
| 2019年（令和元年）  | 31                  | 87                  | 118                 | [ 利用客数 20 ]     |
| 2020年（令和02年）  | 17                  | 69                  | 87                  | [ 利用客数 21 ]     |
| 2021年（令和03年）  | 16                  | 62                  | 79                  | [ 利用客数 22 ]     |

## 駅周辺
- 横堀温泉
- 湯沢市雄勝文化会館 (Ohbion)
- 湯沢市雄勝庁舎（旧・雄勝町役場）
- 横堀郵便局
- 道の駅おがち
- 国道13号

## 隣の駅
東日本旅客鉄道（JR東日本）
■奥羽本線
□快速
院内駅 - 横堀駅
■快速
院内駅 - 横堀駅 - 三関駅

### 記事本文

#### 報道発表資料
1. ↑  「Suicaエリア外もチケットレスで! 東北エリアから「えきねっとQチケ」がはじまります (PDF)」（プレスリリース）、東日本旅客鉄道、2024年7月11日。2024年7月11日時点のオリジナル (PDF)よりアーカイブ。2024年8月4日閲覧。

#### 新聞記事
1. ↑  昭和34年8月11日読売新聞秋田読売
2. ↑  「横堀など県内5駅 貨物取り扱い廃止」『秋田魁新報』秋田魁新報社、1980年9月20日、朝刊、15面。
3. ↑  「12直営駅を合理化 秋鉄局」『秋田魁新報』秋田魁新報社、1986年5月25日、朝刊、15面。
4. ↑  平成10年1月30日朝日新聞朝刊秋田面

### 利用状況
1. ↑  「JR東日本：各駅の乗車人員（2000年度）」東日本旅客鉄道。2025年7月15日閲覧。
2. ↑  「JR東日本：各駅の乗車人員（2001年度）」東日本旅客鉄道。2025年7月15日閲覧。
3. ↑  「JR東日本：各駅の乗車人員（2002年度）」東日本旅客鉄道。2025年7月15日閲覧。
4. ↑  「JR東日本：各駅の乗車人員（2003年度）」東日本旅客鉄道。2025年7月15日閲覧。
5. ↑  「JR東日本：各駅の乗車人員（2004年度）」東日本旅客鉄道。2025年7月15日閲覧。
6. ↑  「JR東日本：各駅の乗車人員（2005年度）」東日本旅客鉄道。2025年7月15日閲覧。
7. ↑  「JR東日本：各駅の乗車人員（2006年度）」東日本旅客鉄道。2025年7月15日閲覧。
8. ↑  「JR東日本：各駅の乗車人員（2007年度）」東日本旅客鉄道。2025年7月15日閲覧。
9. ↑  「JR東日本：各駅の乗車人員（2008年度）」東日本旅客鉄道。2025年7月15日閲覧。
10. ↑  「JR東日本：各駅の乗車人員（2009年度）」東日本旅客鉄道。2025年7月15日閲覧。
11. ↑  「JR東日本：各駅の乗車人員（2010年度）」東日本旅客鉄道。2025年7月15日閲覧。
12. ↑  「JR東日本：各駅の乗車人員（2011年度）」東日本旅客鉄道。2025年7月15日閲覧。
13. ↑  「JR東日本：各駅の乗車人員（2012年度）」東日本旅客鉄道。2025年7月15日閲覧。
14. ↑  「各駅の乗車人員 2013年度 ベスト100以外（8）：JR東日本」東日本旅客鉄道。2025年7月15日閲覧。
15. ↑  「各駅の乗車人員 2014年度 ベスト100以外（8）：JR東日本」東日本旅客鉄道。2025年7月15日閲覧。
16. ↑  「各駅の乗車人員 2015年度 ベスト100以外（8）：JR東日本」東日本旅客鉄道。2025年7月15日閲覧。
17. ↑  「各駅の乗車人員 2016年度 ベスト100以外（8）：JR東日本」東日本旅客鉄道。2019年2月18日閲覧。
18. ↑  「各駅の乗車人員 2017年度 ベスト100以外（8）：JR東日本」東日本旅客鉄道。2025年7月15日閲覧。
19. ↑  「各駅の乗車人員 2018年度 ベスト100以外（8）：JR東日本」東日本旅客鉄道。2025年7月15日閲覧。
20. ↑  「各駅の乗車人員 2019年度 ベスト100以外（8）：JR東日本」東日本旅客鉄道。2025年7月15日閲覧。
21. ↑  「各駅の乗車人員 2020年度 101位以下（8）| 企業サイト：JR東日本」東日本旅客鉄道。2025年7月15日閲覧。
22. ↑  「各駅の乗車人員 2021年度 101位以下（8）| 企業サイト：JR東日本」東日本旅客鉄道。2025年7月15日閲覧。